# Hirokin
Hirokin – amerykański film dramatyczny z gatunku science fiction z 2012 roku w reżyserii Alejo Mo-Suna. Wyprodukowana przez wytwórnię Hirokin Productions.
Premiera filmu miała miejsce 23 kwietnia 2012 roku w Stanach Zjednoczonych.

## Opis fabuły
Ludzie próbują przetrwać w świecie po zagładzie. Tajemniczy samuraj Hirokin (Wes Bentley) przeciwstawia się złemu dyktatorowi i jego armii, by ratować swoją rodzinę. Wkrótce musi jednak dokonać dramatycznego wyboru. Odkrywa też szokującą tajemnicę, którą na zawsze zmienia jego życie.

## Obsada
Źródło: Filmweb
- Wes Bentley jako Hirokin
- Max Martini jako Renault
- Laura Ramsey jako Maren
- Jessica Szohr jako Orange
- Angus Macfadyen jako Moss
- Julian Sands jako Griffin
- Esteban Powell jako Sevren
- Daz Crawford jako Kore
- Justin Shilton jako Cain

i inni.